# Zwarte sulawesikraai
De zwarte sulawesikraai (Corvus celebensis, synoniem Corvus enca) is een vogel uit de familie van de kraaien. Eerder werd deze vogel beschouwd als een ondersoort van de soendakraai.

## Verspreiding en leefgebied
De zwarte sulawesikraai komt voor op Sulawesi en de Soela-eilanden en telt twee ondersoorten:
- C. c. celebensis: Sulawesi  en de nabijgelegen eilanden.
- C. c. mangoli: de Soela-eilanden.